# Kim Bong-jun
Kim Bong-jun est un boxeur sud-coréen né le 13 mai 1964.

## Carrière
Passé professionnel en 1983, il remporte le titre vacant de champion du monde des poids pailles WBA le 16 avril 1989 après sa victoire par arrêt de l'arbitre au 7e round contre Agustin Garcia. Bong-jun conserve son titre à 5 reprises puis perd aux points contre son compatriote Choi Hi-yong le 2 février 1991. Battu également lors du combat revanche puis face au champion WBA des poids mi-mouches Hiroki Ioka, il met un terme à sa carrière de boxeur en 1994 sur un bilan de 24 victoires, 10 défaites et 3 matchs nuls.

## Référence
1. ↑  (en) Kim Bong-jun vs. Agustin Garcia (boxrec.com)